# Miramar (Valence)
Pour les articles homonymes, voir Miramar.
Miramar (en valencien et en castillan) est une commune d'Espagne de la province de Valence dans la Communauté valencienne. Elle est située dans la comarque de la Safor et dans la zone à prédominance linguistique valencienne.

## Géographie

Localisation de Miramar
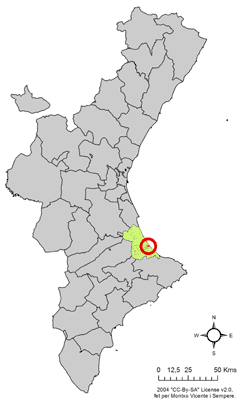
dans la Communauté valencienne.
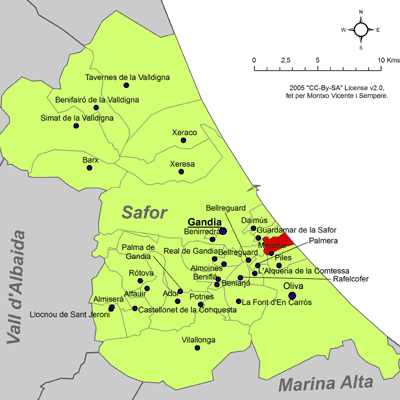
dans la comarque de la Safor.

Situé au bord de la mer Méditerranée, le territoire communal de Miramar est plat, formé par des sédiments marins sablonneux du Quaternaire. La côte forme une plage de sable fin d'un kilomètre et demi de long et de 50 m de large. Aucun ruisseau ne la traverse, et aucune proéminence particulière ne se détache.
On accède au village par la route, depuis Valence, en prenant la nationale N-332, puis la CV-673.

### Localités limitrophes
La commune de Miramar est entouré par les communes suivantes, toutes faisant partie de la province de Valence :
Bellreguard, Gandia, Guardamar de la Safor, Palmera et Piles

## Histoire
On sait que l'existence de la commune Miramar remonte à la période romaine, grâce à des fouilles qui ont permis de mettre au jour des céramiques et des monnaies romaines (mais aussi d'autres restes archéologiques) dans la partie de l'Alcudia.
Le village est d'origine arabe, et, après la Reconquête chrétienne, il fut donné à Sancho Ximenis. La population mauresque continua d'en être le noyau principal. En 1527, on comptait à Miramar 40 maisons mauresques, alors qu'en 1609 leur nombre était passé à cinquante-six. En 1646, après un demi-siècle d'inoccupation, à la suite de l'expulsion des Maures d'Espagne, le village ne comptait plus que vingt maisons (pour environ 100 habitants). La duchesse de Gandia, María Enríquez, lorsqu'elle fut au pouvoir, à la mort de son mari, chargea son fils Juan Borja, d'agrandir le duché en acquérant des villages aux alentours, dont Miramar faisait partie.
En 1794, le nombre de maisons avait atteint les 105 (pour 500 habitants), un siècle plus tard, en 1897, on en comptait 801.

## Démographie
| 1990 | 1992 | 1994 | 1996  | 1998  | 2000  | 2002  | 2004  | 2005  |
| ---- | ---- | ---- | ----- | ----- | ----- | ----- | ----- | ----- |
| 965  | 977  | 992  | 1 064 | 1 114 | 1 232 | 1 406 | 1 675 | 1 781 |

| 2013  | - | - | - | - | - | - | - | - |
| ----- | - | - | - | - | - | - | - | - |
| 2 597 | - | - | - | - | - | - | - | - |

## Économie
L'économie du village est basée sur l'agriculture et la vente des agrumes. Les milamarins profitent de la fertilité des sols pour mettre en place une culture par irrigation, principalement d'orangers.
Le secteur touristique a connu un décollage fulgurant, ces dernières années grâce notamment à une plage d'excellente qualité. Depuis 2002, en effet, Miramar a reçu le pavillon bleu pour la qualité de sa plage et la propreté des eaux de baignade.

## Patrimoine

### Monuments
- L'église paroissiale, dédiée à l'apôtre Saint André.

### Gastronomie
Le repas le plus typique de la municipalité est la bossa de polp, une recette de poulpe étuvé, farci de riz.

## Fêtes locales
Miramar célèbre chaque année ses fêtes de moros y cristianos la semaine du premier dimanche du mois d'août. Durant cette fête, tout le monde se déguise en moro (maure) ou en cristiano (chrétien) et parade dans les rues du village. Le dernier jour, une bataille est simulée, et les maures sont rejetés à la mer. Cette fête donne lieu à de très jolis feux d'artifice, spécialité de la région.